# Mr. Jam (banda)
Mr. Jam foi um grupo de música pop brasileira formada no Rio de Janeiro em 1996. Originalmente, foi constituída pelos irmãos Laura Almeida e Fabio Almeida e, seus doos amigoa de colégio: Rodrigo Santo Anastácio (guitarra) e Edu Braga (baixo) 

## Carreira
Em 1996, os irmãos Fabianno e Laura Almeida decidiram iniciar um projeto musical, intitulando-o de Mr. Jam. O primeiro disco foi intitulado New Love Dimension, pela gravadora Spotlight Records, marcado pelos singles "Celebration", "The Way Love Goes" e "The Shining Light". Em 1998, os irmãos ganharam um reforço com os integrantes Ricardo Pinda e Dudu Marote, para contribuírem nas produções, colocando a canção "Rebola na Boa" na abertura da telenovela Vila Madalena, da Rede Globo. O segundo álbum, o homônimo Mr. Jam, trouxe outra faixa de destaque, "Shaka Shaka". Em 2001, a banda lançou seu terceiro disco, chamado Supersônico. Em 2002, a banda se desfez, visando outros projetos individuais, e Fabianno passou a assinar como Mister Jam em sua carreira solo como produtor.

## Discografia

### Álbuns de estúdio
| Álbum              | Detalhes                                                                                |
| ------------------ | --------------------------------------------------------------------------------------- |
| New Love Dimension | - Lançamento: 18 de fevereiro de 1996 - Formatos: CD - Gravadora: Spotlight Records     |
| Mr. Jam            | - Lançamento: 14 de abril de 1998 - Formatos: CD - Gravadora: Sony Music, Dance Pool    |
| Supersonico        | - Lançamento: 15 de novembro de 2001 - Formatos: CD - Gravadora: Sony Music, Dance Pool |

### Singles
| Título              | Ano  | Álbum              |
| ------------------- | ---- | ------------------ |
| "Celebration"       | 1996 | New Love Dimension |
| "The Shining Light" | 1996 | New Love Dimension |
| "The Way Love Goes" | 1997 | New Love Dimension |
| "Rebola na Boa"     | 1999 | Mr. Jam            |
| "Shaka Shaka"       | 1999 | Mr. Jam            |
| "Disco Voador"      | 2001 | Supersonico        |
| "O Que Vier"        | 2001 | Supersonico        |